# منتخب لاتفيا لكرة السلة 3x3
منتخب لاتفيا لكرة السلة 3x3 هُو المُنتخب الوطني لجمهورية لاتفيا في رياضة كرة السلة 3×3. حاز المُنتخب على الميدالية الذهبية خلال مُشاركته في دورة الألعاب الأولمبية الصيفية 2020 في طوكيو.

## الألعاب الأولمبية
| السنة      | المركز            | المُباريات الملعوبة | فوز | خسارة |
| ---------- | ----------------- | ------------------ | --- | ----- |
| طوكيو 2020 | الميدالية الذهبية | 10                 | 7   | 3     |
| المجموع    | 1/1               | 10                 | 7   | 3     |

## وصلات خارجية
- الموقع الرسمي باللغة اللاتفية